# 2011 KW48
2011 KW48 (ранее VNH0004) — транснептуновый объект из пояса Койпера.

## Наблюдения
Всего астероид наблюдался 12 раз — обсерваториями Мауна-Кеа (8 раз) и Лас Кампанас (4 раза), с 29 мая по 2 июля 2011 года.
15 января 2015 года на расстоянии 75 млн километров (0,5 а. e.) от него пролетел космический аппарат «Новые горизонты». На таком расстоянии аппарат не мог увидеть детали поверхности астероида, но имел хорошие шансы обнаружить даже небольшие спутники астероида, если таковые имеются.